# Bernard Narokobi
Bernard Mullu Narokobi OBE (1943 – março de 2010) foi um papuásio político, jurista e filósofo. Ele estava servindo como Alto Comissário da Papua Nova Guiné na Nova Zelândia antes de sua morte. Entre 1987 e 1997, ele representou o Eleitorado Aberto de Wewak como Membro do Parlamento Nacional da Papua Nova Guiné. Durante seu tempo como Membro do Parlamento (MP), ele atuou como Ministro da Justiça da Papua Nova Guiné (1988–1992) no governo liderado pelo então Primeiro-Ministro Rabbie Namaliu; Ministro da Agricultura (1992–1994) sob a liderança do Primeiro-Ministro Sir Julius Chan; e Líder da Oposição de julho de 1997 a 1999, e Presidente do Parlamento Nacional da Papua Nova Guiné, até perder seu assento para o então MP de Wewak Kimson Kare durante as eleições de 2002. Ele foi destituído do cargo de ministro no governo de Chan por não votar a favor das reformas constitucionais no sistema provincial de governo.
Em abril de 2009, The Guardian o descreveu como um dos "ícones nacionais vivos" da Papua Nova Guiné, junto com Michael Somare e Mal Michael.

## Contexto e vida familiar
Narokobi nasceu por volta de 1943 na aldeia de Wautogik, Província de East Sepik, Papua Nova Guiné, filho de Anton (Kukum) Narokobi e Maria Mokoi, e era o segundo mais velho de cinco irmãos. Seus irmãos eram Veronica, Apolonia, Caroline e Camillus. Camillus, seu irmão mais novo e único, pretende concorrer ao assento Aberto de Wewak. Camillus também é advogado na firma de advocacia da família, Narokobi Lawyers.[carece de fontes?] O pai de Narokobi, Anton, foi ensinado pelos primeiros missionários Católicos e se tornou um dos primeiros catequistas a servir o povo das aldeias de Boiken e Dagua, ensinando a fé católica. Narokobi era viúvo, tendo perdido sua esposa Regina para o câncer de mama em 2007. Ele tinha 7 filhos: Vergil, Daniel, Anna, Justina, Ottonia, Benedine e Regina (gêmeas). Seu filho Vergil também é advogado e, após concluir o bacharelado em direito com honras na Universidade de Papua Nova Guiné, fez seu mestrado em direito na Universidade de Cambridge. Sua filha Anna também concluiu recentemente seu diploma em direito na Austrália.
Poucos registros em papel existem sobre a vida inicial de Narokobi, mas parece que ele começou a educação primária por volta dos dez ou doze anos, aproximadamente em 1952. Ele começou a escola na Missão Católica de Dagua e depois frequentou a Escola Secundária Brandi em Wewak, Província de East Sepik. Em 1959, ele foi ensinado por Michael Somare, que mais tarde se tornou o primeiro Primeiro-Ministro da Papua Nova Guiné. Da Escola Secundária Brandi, ele foi para a então Kerevat National High School na Nova Bretanha Oriental, onde conheceu outro futuro Primeiro-Ministro da Papua Nova Guiné, Rabbie Namaliu. Em 1966, Narokobi foi para a Austrália onde cursou direito na Universidade de Sydney, obtendo o bacharelado em direito em 1972. No mesmo ano, ele se tornou barrister em Nova Gales do Sul. Narokobi estava entre os primeiros papuásios a receber educação no exterior. Naqueles dias, estavam sendo feitos preparativos para a Papua Nova Guiné ganhar independência política da Austrália. Logo após concluir seu diploma de direito, Narokobi foi recrutado para se tornar Consultor Permanente do Comitê de Planejamento Constitucional, presidido por seu ex-professor Michael Somare. Narokobi, portanto, teve uma participação pessoal na redação do que se tornou a Constituição quando a Papua Nova Guiné ganhou independência em 1975.
Narokobi morreu em março de 2010 após contrair um mal-estar. O Primeiro-Ministro Michael Somare prestou homenagem a ele como "um homem humilde que dedicou sua vida ao desenvolvimento de um regime legal que incorpora os valores melanésios".

## Carreira política
Após a Papua Nova Guiné ganhar independência, Narokobi ocupou vários cargos, incluindo servir como assessor jurídico do governo provincial em sua província natal, Sepik Oriental, trabalhou também como advogado particular, professor de direito na Universidade de Papua Nova Guiné e teve uma passagem como juiz interino nos Tribunais Nacional e Supremo da Papua Nova Guiné. Ele publicou vários artigos e artigos que estão espalhados em vários jornais e vários livros, incluindo The Melanesian Way; Life and Leadership in Melanesia e Lo Bilong Yumi Yet e um pequeno livro de ficção intitulado Two Seasons.
Narokobi alinhou-se com um grupo de papuásios com ideias semelhantes para iniciar o Partido da Aliança Melanésia. Os fundadores originais deste partido incluem John Momis, John Kaputin e Moi Avei. John Momis foi o Vice-Presidente do Comitê de Planejamento Constitucional que recrutou Narokobi como Consultor Permanente. Narokobi tornou-se ativamente envolvido na política quando decidiu disputar as eleições nacionais em 1982, onde fez uma campanha malsucedida contra seu ex-professor Michael Somare para o Assento Regional de Sepik Oriental. Aprendendo com sua eleição fracassada em 1982, Narokobi entrou no Parlamento em 1987 após derrubar Tony Bais no Eleitorado Aberto de Wewak. Ele desfrutou de três mandatos como Membro de Wewak e foi derrotado nas eleições de 2002. Como advogado e pensador, Narokobi era um firme defensor dos direitos humanos, um fervoroso defensor da filosofia e identidade melanésia, e apoiava fortemente o apelo por uma Nova Guiné Ocidental livre e independente. Ele também era um membro devoto e altamente respeitado da Igreja Católica na Papua Nova Guiné.

## Hiperligações externas
- Trecho de "The Melanesian Way" de Bernard Narokobi

- Trecho de "Papua New Guinea: Which Way?" de Utula Samana, sobre a influência de Narokobi